# Сен-Мішель-де-ла-П'єрр
Сен-Міше́ль-де-ла-П'єрр (фр. Saint-Michel-de-la-Pierre) — колишній муніципалітет у Франції, у регіоні Нормандія, департамент Манш. Населення — 208 осіб (2011).
Муніципалітет був розташований на відстані близько 280 км на захід від Парижа, 75 км на захід від Кана, 22 км на захід від Сен-Ло.

## Історія
До 2015 року муніципалітет перебував у складі регіону Нижня Нормандія. Від 1 січня 2016 року належав до нового об'єднаного регіону Нормандія.
1 січня 2019 року Сен-Мішель-де-ла-П'єрр, Анктевіль, Ла-Ронд-Е, Ле-Менібю, Сент-Обен-дю-Перрон, Сен-Совер-Ланделен i Водримені було об'єднано в новий муніципалітет Сен-Совер-Віллаж.

## Демографія
Динаміка населення (Insee ):
Розподіл населення за віком та статтю (2006):
| Стать | Всього | До 15 років | 15-24 | 25-44 | 45-64 | 65-85 | Понад 85 |
| --- | ------ | ----------- | ----- | ----- | ----- | ----- | -------- |
| Чоловіки | 68     | 8           | 8     | 20    | 16    | 16    | 0        |
| Жінки | 108    | 28          | 8     | 36    | 16    | 16    | 4        |
| \| Статево-вікова піраміда \| Статево-вікова піраміда \| Статево-вікова піраміда \| \| ----------------------- \| ----------------------- \| ----------------------- \| \| Чоловіки \| Вік \| Жінки \| \| 0 \| 85 + \| 4 \| \| 8 \| 80-84 \| 8 \| \| 4 \| 75-79 \| 0 \| \| 0 \| 70-74 \| 4 \| \| 4 \| 65-69 \| 4 \| \| 4 \| 60-64 \| 0 \| \| 0 \| 55-59 \| 8 \| \| 8 \| 50-54 \| 0 \| \| 4 \| 45-49 \| 8 \| \| 8 \| 40-44 \| 12 \| \| 8 \| 35-39 \| 8 \| \| 0 \| 30-34 \| 12 \| \| 4 \| 25-29 \| 4 \| \| 0 \| 20-24 \| 0 \| \| 8 \| 15-20 \| 8 \| \| 0 \| 10-14 \| 24 \| \| 4 \| 5-9 \| 4 \| \| 4 \| 0-4 \| 0 \| |        |             |       |       |       |       |          |
| Статево-вікова піраміда |        |             |       |       |       |       |          |
| Чоловіки | Вік    | Жінки       |       |       |       |       |          |
| 0 | 85 +   | 4           |       |       |       |       |          |
| 8 | 80-84  | 8           |       |       |       |       |          |
| 4 | 75-79  | 0           |       |       |       |       |          |
| 0 | 70-74  | 4           |       |       |       |       |          |
| 4 | 65-69  | 4           |       |       |       |       |          |
| 4 | 60-64  | 0           |       |       |       |       |          |
| 0 | 55-59  | 8           |       |       |       |       |          |
| 8 | 50-54  | 0           |       |       |       |       |          |
| 4 | 45-49  | 8           |       |       |       |       |          |
| 8 | 40-44  | 12          |       |       |       |       |          |
| 8 | 35-39  | 8           |       |       |       |       |          |
| 0 | 30-34  | 12          |       |       |       |       |          |
| 4 | 25-29  | 4           |       |       |       |       |          |
| 0 | 20-24  | 0           |       |       |       |       |          |
| 8 | 15-20  | 8           |       |       |       |       |          |
| 0 | 10-14  | 24          |       |       |       |       |          |
| 4 | 5-9    | 4           |       |       |       |       |          |
| 4 | 0-4    | 0           |       |       |       |       |          |

## Економіка
2010 року серед 134 осіб працездатного віку (15—64 років) 94 були активними, 40 — неактивними (показник активності 70,1%, у 1999 році було 70,0%). З 94 активних мешканців працювало 89 осіб (46 чоловіків та 43 жінки), безробітними було 5 (2 чоловіки та 3 жінки). Серед 40 неактивних 15 осіб було учнями чи студентами, 15 — пенсіонерами, 10 були неактивними з інших причин.

У 2010 році в муніципалітеті числилось 82 оподатковані домогосподарства, у яких проживали 217,0 особи, медіана доходів виносила 16 445 євро на одного особоспоживача